# William Robert Rutledge
Pour les articles homonymes, voir Rutledge.
William Robert Rutledge (5 mars 1866-29 février 1948) est un homme politique canadien de la Colombie-Britannique. Il est député provincial conservateur de la circonscription britanno-colombienne de Burnaby de 1928 à 1933,.
Il ne se représente pas à l'élection de 1933.